# Leuciscus oxyrrhis
Leuciscus oxyrrhis är en fiskart som först beskrevs av La Blanchère, 1873.  Leuciscus oxyrrhis ingår i släktet Leuciscus och familjen karpfiskar. IUCN kategoriserar arten globalt som livskraftig. Inga underarter finns listade i Catalogue of Life.